# Oberoende och likafördelade
I sannolikhetsteorin är en samling slumpvariabler oberoende och likafördelade (förkortat o.l.f.; även i.i.d. efter engelskans independent and identically distributed), om de dels är oberoende av varandra och dels kommer från samma sannolikhetsfördelningsfunktion. Med andra ord är de stokastiska variablerna (Xi)iєI o.l.f., om varje par av olika variabler Xi och Xj har samma sannolikhetsfördelning, och dessutom Xj har denna sannolikhetsfördelning även om man betingar på att man vet vad värdet av Xi är.